# Len Peach
Sir Len (Leonard) Peach foi Chefe do Executivo do Serviço Nacional de Saúde de 1986 a 1989.
Ele nasceu em Walsall em 1932, o mais velho dos seis filhos, um dos quais morreram em uma idade jovem. Após a Segunda Guerra Mundial, ele foi convocado no Serviço Nacional, alcançando o posto de segundo-tenente na infantaria. Ele então estudou história no Colégio Pembroke, Oxford. Ele foi posteriormente patrocinado pelo seu empregador, John Thompsons de Wolverhampton, para estudar administração em London School of Economics e, em seguida, se juntou ao West Midlands Gas Board. Em 1961 mudou-se para a IBM, onde ele passou a ser Chefe de Pessoal e Assuntos Corporativos no Reino Unido. Ele foi presidente do Instituto de Gerentes de Pessoal de 1982 a 1985.
O Conselho de Administração NHS foi estabelecida por Norman Fowler, como resultado do Relatório de Griffiths no NHS. Em 1985, ele foi destacado para o Departamento de Saúde como para servir como Diretor de Pessoal no Conselho e foi nomeado Chefe do Executivo em novembro de 1986. Ele voltou para a IBM em 1989 e quando se aposentou em 1992, ele se tornou presidente do Queixas contra a Polícia Autoridade e mais tarde Comissário para compromissos públicos.
Ele morreu em 5 de agosto de 2016. 